# Louis Bridel (prêtre)
Pour les articles homonymes, voir Louis Bridel et Bridel (homonymie).
Louis Bridel, né le 17 janvier 1880 à Martigné-Ferchaud et mort le 22 décembre 1933 à Martigné-Ferchaud, est un prêtre, docteur en théologie et militant social notable de la région de Fougères. 
Pionnier du syndicalisme chrétien, il crée de nombreux syndicats dans les différents domaines, ainsi que plusieurs coopératives. Il a marqué profondément l'industrie verrière de Fougères en aidant les ouvriers à créer leur coopérative : la cristallerie fougeraise en 1921. Sa statue se dresse place de Lariboisière.

## Biographie
Louis Bridel est le fils de Jean Bridel, négociant en beurre et œufs (Bridel), adjoint au maire de Martigné-Ferchaud, et de Félicité Vivien. Il fait ses études au séminaire Saint-Sulpice, puis est ordonné prêtre en 1904. Il sert dans le diocèse de Rennes, à différents endroits, avant d'être vicaire à l'église Saint-Léonard de Fougères à partir de 1909.
Il se consacre alors, sans faire de prosélytisme religieux, au monde ouvrier, à l'amélioration des conditions de vie et de travail. Il fonde en 1913 des syndicats chrétiens dans un grand nombre de domaines : le syndicat de la chaussure dans les usines fougeraises, celui des employés, ceux du bâtiment, de la verrerie, de l'ameublement, des chemins de fer, de la métallurgie. Il crée aussi une « maison des syndicats » pour les réunir.
Il fonde une coopérative de consommation en 1919 : l' Étoile fougeraise. Il crée ensuite des coopératives de production, comme la Cristallerie fougeraise (à la suite d'une grève en 1921 dans une verrerie locale), d'habitation en 1922 (Le foyer fougerais), d'ameublement et menuiserie en 1924 (Le Genêt d'or) et une coopérative de chaussures en 1928 (l'Abeille).
L'abbé Bridel est l'initiateur de ces créations, mais ne va pas au-delà : il laisse ensuite les ouvriers gérer eux-mêmes les syndicats et coopératives. Il montre par son action que l'Église n'est pas indifférente à leur sort.
Il lance aussi des journaux où il manifeste sa doctrine : La Voix des travailleurs, Fougères-Travail, Entre nous.
Par reconnaissance pour le prêtre qui a tant fait pour eux, les habitants de Fougères font ériger une statue de lui, face à l'église Saint-Léonard. Le socle porte l'inscription : « A la mémoire de l'abbé Bridel 1880-1933 — La classe ouvrière reconnaissante ».

## Hommages
- En Bretagne, au moins trois rues portent son nom, notamment à Brielles où il a été vicaire (d'après Les Noms qui ont fait l'histoire de Bretagne).
- Une statue lui est érigée à Fougères.